# دانيال مورتيمر
دانيال مورتيمر (بالإنجليزية: Daniel Mortimer)‏ هو لاعب دوري الرغبي أسترالي، ولد في 13 يونيو 1989 في سيدني في أستراليا.